# Double Teamed
Double Teamed (titulada Por partida doble en Hispanoamérica y Gemelas en la cancha en España) es una Película Original de Disney Channel transmitida por primera vez en Estados Unidos el 18 de enero de 2002, por Disney Channel. Está basada en la vida de las basquetbolistas profesionales Heather y Heidi Burge.

## Reparto
- Heather Burge - Poppi Monroe
- Heidi Burge - Annie McElwain
- Nicky Williams - Teal Redmann
- Larry Burge - Nick Searcy
- Madison Stricklin - Tanya Goott
- Wendall Yoshida - Joey Miyashima
- Mary Burge - Mackenzie Phillips
- Galen Alderman - Chris Olivero
- Edin Burgo - Daniel Rueda Vaquero

- Datos: Q645907